# Matadero cinco
Matadero cinco o La cruzada de los niños es una novela satírica escrita por el autor estadounidense Kurt Vonnegut acerca de las experiencias y memorias de un soldado llamado Billy Pilgrim durante el fin de la Segunda Guerra Mundial. Ha sido reconocida como la principal obra de Vonnegut. El hecho de que la trama gire en torno al bombardeo aliado de Dresde, hace que la obra sea semiautobiográfica, ya que Vonnegut se encontraba en la ciudad durante la masacre. Es principalmente por esto, que se considera al protagonista del libro como un alter ego de Vonnegut.

## Argumento
El título alude al local donde el protagonista, un soldado estadounidense apresado por los alemanes en la II Guerra Mundial, es encerrado junto a otros presos de guerra. A falta de instalaciones adecuadas, los alemanes habilitaron un matadero como prisión. Pero, al igual que en El desayuno de los campeones, Vonnegut propone un título alternativo, La Cruzada de los Niños. Explicado en el primer capítulo, este suceso fue la venta de niños como esclavos so pretexto de participar en una cruzada. Para Vonnegut, la guerra es tan horrorosa como la esclavitud infantil. Además se refiere al hecho de que la mayoría de los soldados en el frente eran niños o, por lo menos, jóvenes de corta edad, que luchaban por su país.
Billy Pilgrim rememora sus experiencias en la Segunda Guerra Mundial, en especial su presencia en el bombardeo aliado de Dresde, y su contacto con los tralfamadorianos, unos extraños seres con percepción en cuatro dimensiones.
Pilgrim es el alter ego de Kurt Vonnegut en esta novela antibélica, estudio psicológico y ficción autobiográfica, en la que el autor estadounidense, quien realmente estuvo como prisionero de guerra en la ciudad de Dresde en tiempos del mentado conflicto bélico, se introduce, con una narrativa omnisciente y desde una postura crítica con su presente (Vietnam) y un sentido paranoico, con algunos rasgos humorísticos, principalmente de naturaleza irónica, y de ciencia ficción, remachando la mente perturbada de espectador de la barbarie, en el trastorno del testigo de la muerte y la destrucción.
Emplea, junto a diversas metáforas, rasgos surrealistas, situaciones absurdas y desordenadas traslaciones temporales y espaciales que subrayan el estado mental del personaje central. El viaje a través del tiempo que experimenta el protagonista Billy Pilgrim es en principio controlado por los habitantes de Tralfamadore.
Vonnegut no solamente hace una diatriba contra la guerra, sino que expone asuntos como la futilidad existencial, el determinismo, la complacencia vital, y la insignificancia del ser humano. Esto último lo deja muy claro cuando su personaje es llevado a una especie de zoológico tralfamadoriano, donde el ser humano es visto como una cosa curiosa, incluso incitándolo a reproducirse con una actriz de moda a la que han también secuestrado.
El componente de la diferente forma de percibir las cosas no se deja esperar en esta novela, pues para los tralfamadorianos, un evento sucedió, siempre ha sucedido y siempre sucederá, sin inmutarse por la naturaleza de tiempo, que ellos ven como un libro que puede ser abierto en cualquier página y ser leído y releído.

## Adaptaciones
La novela fue llevada al cine en 1972 de la mano del popular director George Roy Hill con guion de Stephen Geller y con las interpretaciones de Michael Sacks, Ron Leibman y Valerie Perrine. La película ganó una serie de premios que incluirían el Premio Hugo, el Premio Saturno y el Gran Premio del Jurado del Festival de Cannes de ese mismo año.
En 2018 se planteó su adaptación como serie de televisión.
Ryan North y Albert Monteys han llevado la obra al cómic de mano de Astiberri Ediciones.